# لیونهارت کوپه
لیونهارت کوپه (آلمانی: Leonhard Koeppe؛ ‏ ۲۰ نوامبر ۱۸۸۴ – ۱۸ مارس ۱۹۶۹) چشم‌پزشک و استاد دانشگاه اهل آلمان بود. وی پزشکی را در فرایبورگ و هاله خواند و دنرای پزشکی خود را در سال ۱۹۱۱ دریافت کرد. وی از سال ۱۹۲۱ دانشیار دانشگاه مارتین لوتر هاله-ویتنبرگ شد. وی مدتی در کارهای پژوهشی در راچستر، نیویورک و دانشگاه آیووا پرداخت و دوباره به دانشگاه مارتین لوتر هاله-ویتنبرگ بازگشت. وی یکی از متخصصان نامدار کالبدشناسی چشم انسان و ساختارهای درونی آن بود و گره‌های کوپه به نام او نامگذاری شده است. او نقش مهمی در ارتقا لامپ اسلیت و ترویج استفاده از آن داشت. دانشگاه کمپلوتنسه مادرید در سال ۱۹۲۱ به او درجهٔ افتخاری «استادتمام» داد.